# Fitotoxicidad

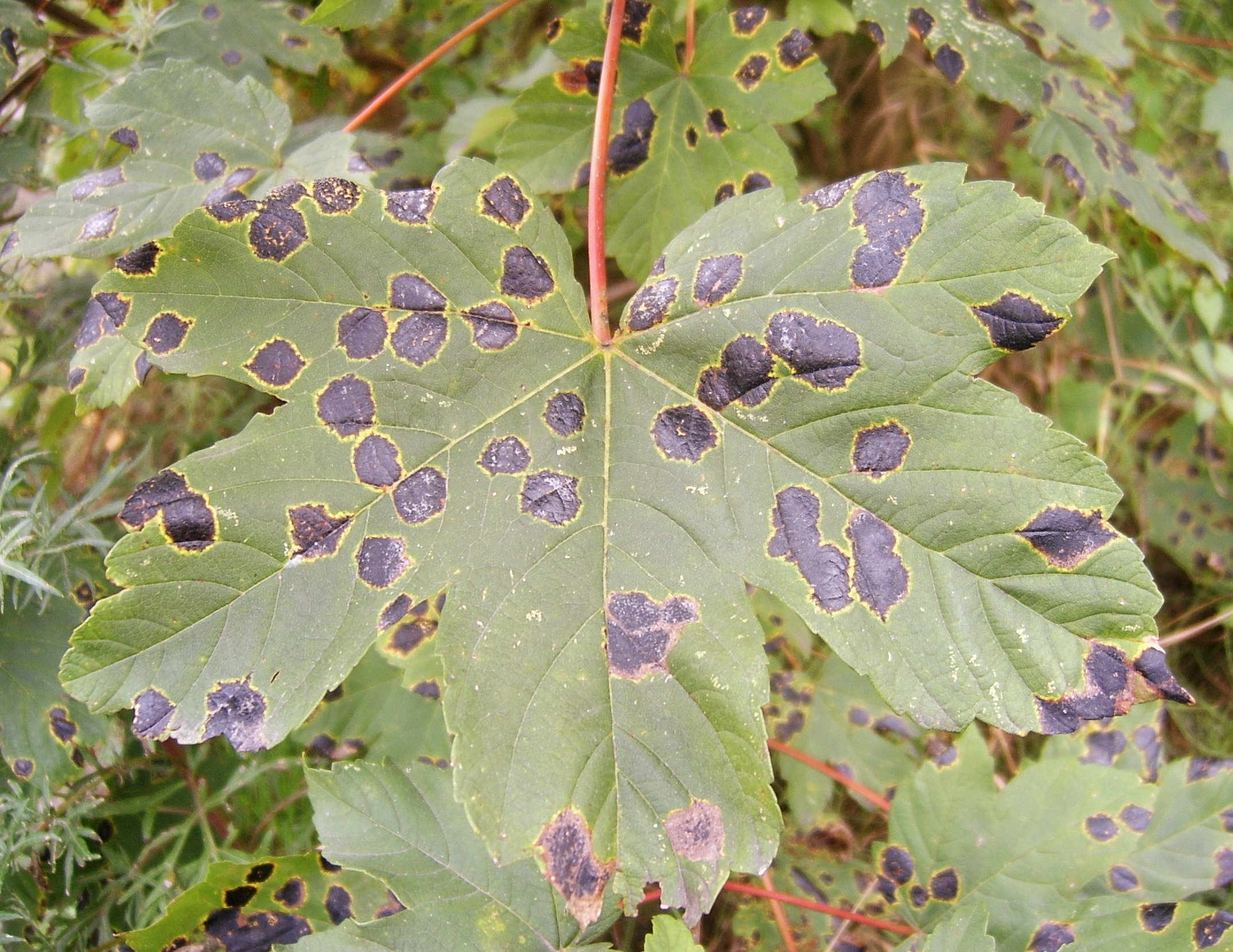
Efectos fitotóxicos del hongo Rhytisma_acerinum sobre una hoja de arce (Acer pseudoplatanus).

La fitotoxicidad es un término que se emplea para describir el grado de efecto tóxico producido por un compuesto sobre el crecimiento de las plantas. Estos daños pueden ser causados por una gran variedad de compuestos, incluyendo trazas metálicas, pesticidas, salinidad, fitotoxinas o la alelopatía natural entre las plantas.

## Sustancias con potencial fitotóxico

### Compuestos inorgánicos
Las altas concentraciones de sales minerales en disolución dentro del medio de cultivo pueden tener efectos fitotóxicos. Las fuentes de sales minerales excesivas incluyen la infiltración de agua de mar y la aplicación excesiva de fertilizantes. Por ejemplo, la urea se utiliza en la agricultura como fertilizante nitrogenado, pero si se aplica en exceso, pueden producirse efectos fitotóxicos, ya sea por la toxicidad de la urea o por el "amoníaco producido por hidrólisis de la urea contenida en el suelo". Por otro lado los suelos ácidos pueden contener altas concentraciones de aluminio (como Al3+) y manganeso (como Mn2+) que pueden ser fitotóxicos.

### Herbicidas
Los herbicidas están diseñados para matar plantas, y se usan para controlar plantas no deseadas tales como las malas hierbas agrícolas. Sin embargo, los herbicidas también pueden causar efectos fitotóxicos en plantas que no se encuentran dentro de la zona sobre la que se aplica el herbicida, por ejemplo como resultado de la deriva del rocío llevado por el viento o del uso de material contaminado con herbicidas (como paja o estiércol) aplicado al suelo. Los efectos fitotóxicos de los herbicidas son un importante tema de estudio en el campo de la ecotoxicología.